# Kłonecznica (województwo pomorskie)
Kłonecznica (kasz. Kłoniecznica, niem. Klonisnitza)– mała kolonia kaszubska w Polsce na Równinie Charzykowskiej w regionie Kaszub zwanym Gochami położona w województwie pomorskim, w powiecie bytowskim, w gminie Lipnica nad Kłonecznicą.
W latach 1975–1998 miejscowość administracyjnie należała do województwa słupskiego.